# Arent Tonko Vos
Arent Tonko Vos (Appingedam, 21 juni 1875 - aldaar, 22 november 1954) was een Nederlandse advocaat, letterkundig auteur en lokaal politicus.

## Biografie
A.T. Vos stamde uit een familie van regenten en kooplieden in Appingedam, de stad waarmee hij zijn leven lang verbonden zou blijven. Hij bezocht de HBS in Groningen en studeerde rechten aan de Rijksuniversiteit aldaar. Als student ontplooide hij al snel culturele activiteiten: hij was voorzitter van GSMG Bragi en schreef theaterstukken. In de Stadsschouwburg werd in 1899 zijn Avont van Sanc ende Rhetorijke opgevoerd, in 1901 gevolgd door zijn revue Prikkebeen.
Na zijn wetenschappelijke promotie in laatstgenoemd jaar vestigde hij zich als advocaat en procureur in zijn geboorteplaats. In 1906 trouwde hij met Geertje Helena Georgius (1882-1970). Hij ontwikkelde zich al snel tot de drijvende kracht achter de economische en culturele ontwikkeling van het stadje. Hij was 35 jaar lid van de gemeenteraad en daarvan 27 jaar wethouder en locoburgemeester. Hij was president-commissaris van diverse bedrijven en instellingen, zoals de Appingedammer Bronsmotorenfabriek, de carrosseriefabriek Medema en de Damster Auto-Maatschappij. Hij wist Appingedam een Openbare Bibliotheek, een Rijks-HBS en het Gewestelijk Historisch Museum Appingedam te bezorgen. Van 1941 tot 1952 was hij deken van de Nederlandse Orde van Advocaten bij de arrondissementsrechtbank in Groningen.
Ook in de taal- en letterkunde bleef "Meester A.T.", zoals hij in de volksmond genoemd werd, actief. Hij was lid van de Maatschappij der Nederlandse Letterkunde en was van 1918 tot 1930 voorzitter van de Algemene Vereniging Groningen (later Grunneger Genootschop genoemd), die zich bezighield met het Gronings dialect en oude volksvertellingen. Hij bleef ook toneelstukken schrijven. Zijn vele openluchtspelen (meestal in opdracht geschreven gelegenheidsstukken) waren populair in zowel Groningen als Appingedam. In de Stadsschouwburg te Groningen werd elk jaar zijn Nieuwjaarwens van Thomasvaer en Pieternel uitgesproken. De Groene Amsterdammer bekroonde in 1918 zijn libretto voor een oorspronkelijk-Nederlandse opera Saskia (over Saskia van Uylenburgh en Rembrandt) die in 1939, gecomponeerd door Kor Kuiler, onder diens leiding in Groningen werd opgevoerd in een regie van Johan de Meester.
Naar hem is in Appingedam de Meester A.T. Voslaan genoemd.

## Werken
- 1899: Een avont van sanc ende van rethoryke, 19 september 1899, te geven door het Groningsch Studenten Tooneelgezelschap en het Groningsch Studenten Muziekgezelschap "Bragi", met welwillende medewerking van eenige Groningsche jonge dames. Wolters, Groningen. 64 p.
- 19xx: Koning, A.R., en A.T. Vos (red.). Terug naar de romantiek?, herdrukt in Feestuitgave ter gelegenheid van het zevende lustrum van Der Clercke Cronike / linoleumsneden: R.E. Lappöhn. S.n., Groningen, 1963. 70 p.
- 1901: Prikkebeen, revue
- 1912: De gebeurtenissen in het Fivelingo-kwartier. S.n., Haarlem. Overdruk uit: Historisch Gedenkboek 1813, dl.1, p.370-449. Bevat ook: Groningen / door I. Mendels; en: Winschoten / door H.I. Schönfeld
- 1913: Openluchtspel ter gelegenheid van de honderdjarige onafhankelijkheid van het Koninkrijk der Nederlanden
- 1914: Comité van Actie inzake Spoorwegverbinding Appingedam-Woldstreken, voorz. A.T. Vos. Waarom aansluiting op Appingedam?. Van der Ploeg, Appingedam. 30 p.
- 1918: Kuiler, Kor. Saskia : opera comique / libretto: A.T. Vos. Van der Kamp, Groningen. 47 p. Tekstboekje
- 1922: * Vos, A.T. (proloog en een voorspel) (1922). Van d'eigen grond : historisch herdenkingsspel in negen taferelen / muziek: Kor Kuiler; regie: Henri Brondgeest. Weis, Groningen. 107 p. Voor den eersten keer opgevoerd op Dinsdag 29 Augustus 1922 in den Stadsschouwburg, ter gelegenheid van het 250-jarige herdenkingsfeest van het Ontzet van Groningen (28 augustus 1672)
- 1923: Nu spreken duizend monden een zelfde Hollandsch woord, liedtekst voor het 25-jarig regeringsjubileum van koningin Wilhelmina, gecomponeerd door Dina Appeldoorn. Opgenomen in de vele malen herdrukte liedjesbundel Kun je nog zingen, zing dan mee
- 1924: 's Levens Bruiloftsfeest, openluchtspel, in opdracht van GSC Vindicat atque Polit
- 1928: De Borg, openluchtspel, in opdracht van de Groninger Maatschappij van Landbouw
- 1937: 't Is feest in Hollands Tuin, feestspel ter gelegenheid van het huwelijk van prinses Juliana en prins Bernhard
- 1943: Van een Groningsche schilderes en haar kunstverzameling (Albarta ten Oever). S.n., s.l. 22 p. Overdr. uit: Groningsche Volksalmanak
- 1945: Salve Regina, openluchtspel ter gelegenheid van de bevrijding van de Duitse bezetting in Nederland
- 1945: Als de Vreugde roept, openluchtspel ter gelegenheid van de bevrijding van de Duitse bezetting in Nederland. Oosterheert, Appingedam. 16 p.
- 1945: Een kwart eeuw D.A.M. bedrijf, 1920-1945 : een herinneringsbeeld. D.A.M., Appingedam. 64 p., 16 p.pl. Herdenkingsboek 25-jarig bestaan D.A.M.

- Biografisch Portaal: 09833564
- Digitale Bibliotheek voor de Nederlandse Letteren: vos_056
- International Standard Name Identifier: 0000 0000 4883 1533
- Library of Congress Control Number: no2005092037
- Nederlandse Thesaurus van Auteursnamen: 074109502
- Virtual International Authority File: 34195319
- WorldCat: E39PBJwHjPGrd9GmxvKKGtdhHC